# Isuzu Philippines
Die Isuzu Philippines Corporation (kurz IPC) ist ein Automobil-, Nutzfahrzeug- und Bushersteller und Händler mit Unternehmenssitz in Biñan, (Provinz Laguna) auf den Philippinen. Es ist ein Joint-Venture zwischen Isuzu, Mitsubishi (jeweils 35 %), Ayala Corporation und Rizal Commercial Banking Corporation (jeweils 15 %).

## Geschichte
Bereits seit 1950 wurden Isuzu-Lastwagen auf die Philippinen exportiert. Gemeinsam mit General Motors gründete Isuzu 1972 GM Philippines. Im Jahr 1989 wurde Isuzu Motor Pilipinas als vollständige Tochtergesellschaft gegründet. Gegründet wurde die Isuzu Philippines Corporation im August 1995. Im Jahr 1997 wurde die Produktionslinie eingeweiht.
Die Produktion im Jahr 2017 belief sich auf 16.700 Exemplare, während insgesamt 30.000 Fahrzeuge verkauft wurden. Am gleichen Standort befindet sich die 1996 gegründete  Isuzu Autoparts Manufacturing Corporation, die Getriebe herstellt und 2017 rund 177.000 Einheiten produzierte.

## Modelle
Zu den produzierten Modellen gehörten zunächst der Isuzu Trooper, der TF und der Hi-Lander, der 2001 vom Crosswind abgelöst wurde. Auf den TF folgte 2003 der Isuzu D-Max.
Seit 2013 wird die neue Generation des D-MAX hergestellt.